# Las buenas hierbas
Las buenas hierbas és una pel·lícula mexicana del 2010 dirigida per María Novaro. Es va presentar en competició a la Festa del Cinema di Roma de 2010. El repartiment femení va guanyar col·lectivament el premi del jurat Marc'Aurelio a la millor actriu.

## Sinopsi
Dalia, és una dona jove, separada i amb un nen, la mare de la qual, Lala, treballa al jardí botànic de Ciutat de Mèxic, dividint el seu temps entre la cura de les plantes i els estudis etnobotànics. Mare, filla i neta porten una vida despreocupada fins que Lala descobreix que té la malaltia d'Alzheimer. Conscient del destí que l'espera, Lala demana a Dalia que l’ajudi i li confia el coneixement de les plantes medicinals de la tradició precolombina, basat en l’antic Còdex Badiano. Comença així un viatge en la química de les plantes i les emocions humanes, que s'entrellaça amb el de l'existència diària de les dues protagonistes, que representa de manera realista i de mala gana la manifestació progressiva dels símptomes, la gravetat dels quals s'accentua cada vegada més, al tràgic epíleg.
Entre els personatges que acompanyen Dalia i Lala en aquest viatge destaca la figura de Blanquita, la veïna gran que viu amb el record i la presència sobrenatural de la seva neboda de quinze anys que va desaparèixer tràgicament anys abans, vincle metafòric entre el món de la vius i dels difunts.

## Repartiment
- Úrsula Pruneda: Dalia
- Ofelia Medina: Lala
- Ana Ofelia Murguía: Blanquita

## Recepció
A part de la Festa del Cinema di Roma, també va participar en la selecció oficial del Festival de Cinema Iberoamericà de Huelva En la LIII edició dels Premis Ariel va guanyar el premi a la Millor coactuació femenina i als millors efectes visuals, i fou nominada a la millor actriu i a la millor direcció artística. Al Festival Internacional del Nou Cinema Llatinoamericà de l'Havana va guanyar el tercer premi Gran Coral a la millor pel·lícula.